# Honda CBF 500
La Honda CBF 500 è una motocicletta prodotta dalla casa motociclistica giapponese Honda dal 2004 al 2008, nello stabilimento abbruzzese di Atessa.

## Descrizione e tecnica
Annunciata ad ottobre 2003, il modello è spinto da un motore a quattro tempi a due cilindri in linea di 499 cm³, raffreddato a liquido con distribuzione con doppio albero a camme in testa (DOHC) a quattro valvole per cilindro, per un totale di 8. Per equilibrare le masse in movimento, i due pistoni lavorano in direzioni opposte, con le vibrazioni che vengono ridotte da un contralbero di equilibratura posizionato davanti all'albero motore e ruotando in senso opposto ad esso.
Gli pneumatici misurano 120/70-17 all'anteriore e 160/60-17 al posteriore. La versione standard è dotata di freni a disco singolo sia all'anteriori che al posteriori, avente rispettivamente un disco da 296 mm con pinza a doppio pistoncino e uno da 240 mm con pinza a singolo pistoncino; come optional era disponibile anche il antibloccaggio ABS.
Poiché il motore soddisfaceva solo lo standard sulle emissioni Euro 2 e non quello Euro 3, la motocicletta non poté più essere immatricolata nell'Unione europea a partire dal 1 gennaio 2008, perciò ne venne interrotta la produzione.